# Cibening (Bungursari)
Cibening is een bestuurslaag in het regentschap Purwakarta van de provincie West-Java, Indonesië. Cibening telt 8674 inwoners (volkstelling 2010).